# Slayed?
Albums de Slade
Slade Alive!
(1972) Sladest
(1973)
Singles
1. Mama Weer All Crazee Now
Sortie : 25 août 1972
2. Gudbuy T'Jane
Sortie : 17 novembre 1972

Slayed? est le troisième album studio du groupe britannique de rock Slade. Il est sorti en 1972 sur le label Polydor.
Après le succès des singles Get Down and Get With It, Coz I Luv You, Look Wot You Dun et Take Me Bak 'Ome, ainsi que de l'album live Slade Alive!, Slade est au sommet de sa gloire dans son pays d'origine. À sa sortie, Slayed? se classe no 1 des ventes au Royaume-Uni au début de l'année 1973. Il reste dans le top 40 pendant trente-quatre semaines. Les deux singles qui en sont extraits rencontrent également un grand succès : Mama Weer All Crazee Now est no 1 et Gudbuy T'Jane no 2.
Slayed? figure dans le livre Les 1001 albums qu'il faut avoir écoutés dans sa vie.

## Fiche technique

### Chansons
| 1. | How d'You Ride                 | Noddy Holder, Jim Lea | 3:11 |
| 2. | The Whole World's Goin' Crazee | Noddy Holder          | 3:35 |
| 3. | Look at Last Nite              | Noddy Holder, Jim Lea | 3:05 |
| 4. | I Won't Let It 'Appen Agen     | Jim Lea               | 3:16 |
| 5. | Move Over                      | Janis Joplin          | 3:45 |

| 6.  | Gudbuy T'Jane                          | Noddy Holder, Jim Lea | 3:32 |
| 7.  | Gudbuy Gudbuy                          | Noddy Holder, Jim Lea | 3:28 |
| 8.  | Mama Weer All Crazee Now               | Noddy Holder, Jim Lea | 3:44 |
| 9.  | I Don' Mind                            | Noddy Holder, Jim Lea | 3:05 |
| 10. | Let the Good Times Roll / Feel So Fine | Leonard Lee           | 3:46 |

### Musiciens

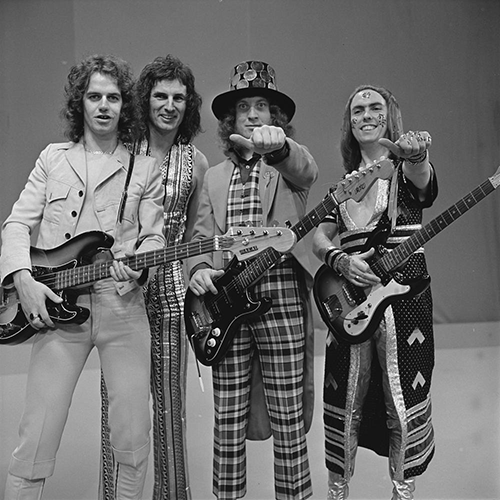
Slade en 1973. De gauche à droite : Jim Lea, Don Powell, Noddy Holder et Dave Hill.

- Noddy Holder : chant, guitare rythmique
- Dave Hill : guitare solo, chœurs
- Jim Lea : basse, piano, violon, chœurs
- Don Powell : batterie

### Équipe de production
- Chas Chandler : production
- Gered Mankowitz : photographie
- Chris Charlesworth : notes de pochette

### Classements et certifications
| Classement                    | Meilleure position | Nombre de semaines |
| ----------------------------- | ------------------ | ------------------ |
| Allemagne                     | 10                 | 10                 |
| Australie (Kent Music Report) | 1                  | 18                 |
| Autriche (Ö3 Austria Top 40)  | 3                  | 12                 |
| Canada (RPM)                  | 27                 | 19                 |
| États-Unis (Billboard 200)    | 69                 | 26                 |
| Norvège (VG-lista)            | 3                  | 24                 |
| Pays-Bas                      | 10                 | 1                  |
| Royaume-Uni (UK Albums Chart) | 1                  | 34                 |